# Football Club de Rouen 1977-1978
Questa voce raccoglie le informazioni riguardanti il Football Club de Rouen nelle competizioni ufficiali della stagione 1977-1978.

## Stagione
Dopo l’iniziale vittoria con il Metz il Rouen, incapace di raccogliere punti in trasferta, precipitò sul fondo della classifica ritrovandosi ultimo in solitaria dopo undici turni. L’avvento in panchina di Milorad Pavić in sostituzione dell’esonerato César Héctor Gonzalez non risolse la situazione, sicché il Rouen risultò fuori dal discorso salvezza con diverse gare di anticipo. Sebbene già virtualmente retrocesso, alla penultima giornata il Rouen poté rivelarsi decisivo per l'andamento del campionato con il pareggio casalingo contro il Nantes capolista, che permise al Monaco di passare definitivamente in testa..
Il Rouen uscì inoltre ai trentaduesimi di finale di Coppa di Francia, per via di una sconfitta per 2-1 contro il Limoges.

## Maglie e sponsor
Lo sponsor tecnico per la stagione 1977-1978 è Adidas, mentre lo sponsor ufficiale è Café Stentor.
| Manica sinistra · Manica sinistra · Maglietta · Maglietta · Manica destra · Manica destra · Pantaloncini · Calzettoni · Calzettoni |

## Rosa
| N. |                       | Ruolo | Calciatore          |
| -- | --------------------- | ----- | ------------------- |
|    | Francia (bandiera)    | P     | Gérard Gili         |
|    | Francia (bandiera)    | D     | Serge Amouret       |
|    | Francia (bandiera)    | D     | Gilles Bocq         |
|    | Francia (bandiera)    | D     | Jean-François Douis |
|    | Francia (bandiera)    | D     | Philippe Dutot      |
|    | Francia (bandiera)    | D     | Didier Gilles       |
|    | Jugoslavia (bandiera) | D     | Petar Krivokuća     |
|    | Francia (bandiera)    | D     | Didier Notheaux     |
|    | Argentina (bandiera)  | D     | Jorge Trezeguet     |
|    | Francia (bandiera)    | D     | Léon Vitulin        |
|    | Francia (bandiera)    | C     | Armando Bianchi     |
|    | Francia (bandiera)    | C     | Alain Bienaimé      |
|    | Francia (bandiera)    | C     | Gilbert Carné       |

| N. |                      | Ruolo | Calciatore           |
| -- | -------------------- | ----- | -------------------- |
|    | Francia (bandiera)   | C     | Joël Dubois          |
|    | Francia (bandiera)   | C     | Daniel Horlaville    |
|    | Francia (bandiera)   | C     | Albert Lemaître      |
|    | Argentina (bandiera) | C     | Ignacio Peña         |
|    | Francia (bandiera)   | C     | Albert Poli          |
|    | Francia (bandiera)   | A     | Bruno Bansaye        |
|    | Francia (bandiera)   | A     | Dominique Barberat   |
|    | Algeria (bandiera)   | A     | Abdelmajid Bourebbou |
|    | Francia (bandiera)   | A     | Lionel Quesney       |
|    | Francia (bandiera)   | A     | Philippe Terrier     |
|    | Francia (bandiera)   | A     | Yves Triantafyllos   |
|    | Francia (bandiera)   | A     | Patrick Vanzo        |

## Risultati

### Division 1

#### Girone di andata
| Arbitro: | Jourdain |

|                                               |           |                     |
| Peña 36’, 40’, 86’ Horlaville 67’ Bianchi 80’ | Marcatori | 7’ Braun 70’ Zénier |

| Arbitro: | Besory |

|                                     |           |                       |
| Douis 22’ Boissier 58’ Luizinho 64’ | Marcatori | 60’ Notheaux 75’ Kern |

| Arbitro: | Leloup |

|                         |           |          |
| Kern 35’ Horlaville 39’ | Marcatori | 8’ Fuchs |

| Arbitro: | Rancelli |

|                            |           |  |
| Pintenat 4’ Ivezić 7’, 55’ | Marcatori |  |

| Arbitro: | Wurtz |

|               |           |            |
| Bourebbou 60’ | Marcatori | 87’ Camara |

| Arbitro: | Konrath |

|                                                          |           |                 |
| Six 26’ Elie 28’ Leclercq 51’ Françoise 65’ Bousdira 89’ | Marcatori | 83’ (rig.) Peña |

| Rouen 9 settembre 1977 7ª giornata                                                   | Rouen     | 1 – 3 referto                     | Paris Saint-Germain | Stade Robert Diochon |
| \| \| \| \| \| Morin 90’ (aut.) \| Marcatori \| 26’ M'Pelé 77’ Bianchi 85’ Dahleb \| |           |                                   |                     |                      |
|                                                                                      |           |                                   |                     |                      |
| Morin 90’ (aut.)                                                                     | Marcatori | 26’ M'Pelé 77’ Bianchi 85’ Dahleb |                     |                      |

| Arbitro: | Kitabdjian |

|                                        |           |  |
| Tokoto 4’, 72’ Giresse 76’ Buigues 84’ | Marcatori |  |

| Arbitro: | Verbecke |

|                |           |                            |
| Horlaville 18’ | Marcatori | 10’ Revelli 15’ Sarramagna |

| Arbitro: | Mouchotte |

|                            |           |                          |
| Rep 11’, 67’ Desvignes 89’ | Marcatori | 46’ Bianchi 82’ Notheaux |

| Arbitro: | di Bernardo |

|                                    |           |                                                      |
| Bianchi 11’, 90’ Triantafyllos 43’ | Marcatori | 24’ Petit 25’ (aut.) Krivokuća 55’ (rig.), 78’ Onnis |

| Arbitro: | Jourdaine |

|                                      |           |             |
| Santamaría 2’ Coste 29’ Polaniok 76’ | Marcatori | 17’ Bianchi |

| Arbitro: | Vigliani |

|                                        |           |                        |
| Bourebbou 17’ Horlaville 83’ Douis 86’ | Marcatori | 36’ Curbelo 75’ Rouyer |

| Arbitro: | Martin |

|                                     |           |  |
| Maillard 3’ Jeskowiak 47’ Metsu 87’ | Marcatori |  |

| Arbitro: | Bacou |

|  |           |                               |
|  | Marcatori | 6’ Berdoll 47’ (aut.) Amouret |

| Arbitro: | Jourdain |

|                 |           |  |
| Vergnes 7’, 33’ | Marcatori |  |

| Arbitro: | Didier |

|                    |           |                         |
| Peña 45’, 80’, 84’ | Marcatori | 67’, 70’ (rig.) Lacombe |

| Arbitro: | Verbecke |

|                              |           |  |
| Horlaville 67’ Bourebbou 74’ | Marcatori |  |

| Nantes 30 novembre 1977 19ª giornata | Nantes    | 0 – 0 referto | Rouen | Stadio Marcel Saupin (6 862 spett.)\| Arbitro: \| Kitabdjan \| |
| Arbitro:                             | Kitabdjan |               |       |                                                                |

#### Girone di ritorno
| Arbitro: | Meeus |

|                           |           |  |
| Bianchi 39’ Bourebbou 73’ | Marcatori |  |

| Arbitro: | Wurtz |

|                                    |           |             |
| Diallo 13’ Tota 42’ Verstraete 57’ | Marcatori | 87’ Bansaye |

| Arbitro: | Didier |

|                |           |                            |
| Horlaville 83’ | Marcatori | 22’ Djaadaoui 30’ Pintenat |

| Arbitro: | Delmer |

|                                    |           |  |
| Camara 55’ Cougé 62’ Lechantre 85’ | Marcatori |  |

| Rouen 14 gennaio 1978 24ª giornata | Rouen     | 0 – 0 referto | Lens | Stade Robert Diochon (7 368 spett.)\| Arbitro: \| Mouchotte \| |
| Arbitro:                           | Mouchotte |               |      |                                                                |

| Arbitro: | Meeus |

|                       |           |          |
| Bianchi 23’, 35’, 52’ | Marcatori | 31’ Peña |

| Arbitro: | di Bernardo |

|            |           |                        |
| Carrié 83’ | Marcatori | 64’ Tokoto 86’ Barthou |

| Arbitro: | Didier |

|                       |           |              |
| Santini 26’ Lopez 84’ | Marcatori | 5’ Krivokuća |

| Bastia 12 maggio 1978 28ª giornata | Bastia  | 0 – 0 referto | Rouen | Stade Armand Cesari (7 000 spett.)\| Arbitro: \| Vautrot \| |
| Arbitro:                           | Vautrot |               |       |                                                             |

| Arbitro: | Vautrot |

|                                                 |           |            |
| Onnis 6’, 42’, 90’ Dalger 20’, 27’ Chaussin 77’ | Marcatori | 52’ Carrié |

| Arbitro: | Verbecke |

|            |           |                        |
| Carrié 64’ | Marcatori | 20’ Mauffroy 69’ Coste |

| Arbitro: | di Bernardo |

|             |           |  |
| Acevedo 42’ | Marcatori |  |

| Arbitro: | Jourdain |

|          |           |               |
| Peña 45’ | Marcatori | 14’ Jeskowiak |

| Marsiglia 5 aprile 1978 33ª giornata                                              | Olympique Marsiglia | 4 – 1 referto | Rouen | Stade Vélodrome (13 447 spett.) |
| \| \| \| \| \| Berdoll 5’, 35’ Sarr 74’ Gransart 88’ \| Marcatori \| 64’ Vanzo \| |                     |               |       |                                 |
|                                                                                   |                     |               |       |                                 |
| Berdoll 5’, 35’ Sarr 74’ Gransart 88’                                             | Marcatori           | 64’ Vanzo     |       |                                 |

| Arbitro: | Didier |

|  |           |                            |
|  | Marcatori | 3’ Marx 17’, 53’ Ehrlacher |

| Arbitro: | Vigliani |

|                                         |           |  |
| Bernard 38’, 72’ Lacombe 48’ Chiesa 65’ | Marcatori |  |

| Arbitro: | Meeus |

|                                                               |           |            |
| Bjeković 34’, 72’, 76’, 80’ (rig.) Castellani 66’ Sanchez 78’ | Marcatori | 86’ Carrié |

| Rouen 28 aprile 1978 37ª giornata | Rouen | 0 – 0 referto | Nantes | Stade Robert Diochon (6 398 spett.) |

| Arbitro: | Martin |

|                                                  |           |                   |
| Pérignon 16’ Battiston 19’, 88’ Hinschberger 25’ | Marcatori | 26’ (aut.) Muller |

### Coppa di Francia
| Arbitro: | Wurtz |

|                           |           |          |
| Henni 68’ Hamerschmit 74’ | Marcatori | 40’ Peña |

## Statistiche

### Statistiche di squadra
| Competizione     | Punti | In casa | In casa | In casa | In casa | In casa | In casa | In trasferta | In trasferta | In trasferta | In trasferta | In trasferta | In trasferta | Totale | Totale | Totale | Totale | Totale | Totale | DR  |
| Competizione     | Punti | G       | V       | N       | P       | Gf      | Gs      | G            | V            | N            | P            | Gf           | Gs           | G      | V      | N      | P      | Gf     | Gs     | DR  |
| ---------------- | ----- | ------- | ------- | ------- | ------- | ------- | ------- | ------------ | ------------ | ------------ | ------------ | ------------ | ------------ | ------ | ------ | ------ | ------ | ------ | ------ | --- |
| Division 1       | 53    | 19      | 6       | 5       | 8       | 25      | 29      | 19           | 0            | 1            | 18           | 13           | 62           | 38     | 6      | 6      | 26     | 40     | 91     | -51 |
| Coppa di Francia | -     | 0       | 0       | 0       | 0       | 0       | 0       | 1            | 0            | 0            | 1            | 1            | 2            | 1      | 0      | 1      | 0      | 1      | 2      | -1  |
| Totale           | -     | 19      | 6       | 5       | 8       | 25      | 29      | 20           | 0            | 1            | 19           | 14           | 64           | 39     | 6      | 6      | 27     | 41     | 93     | -52 |

### Andamento in campionato
| Giornata  | 1 | 2 | 3 | 4 | 5  | 6  | 7  | 8  | 9  | 10 | 11 | 12 | 13 | 14 | 15 | 16 | 17 | 18 | 19 | 20 | 21 | 22 | 23 | 24 | 25 | 26 | 27 | 28 | 29 | 30 | 31 | 32 | 33 | 34 | 35 | 36 | 37 | 38 |
| --------- | - | - | - | - | -- | -- | -- | -- | -- | -- | -- | -- | -- | -- | -- | -- | -- | -- | -- | -- | -- | -- | -- | -- | -- | -- | -- | -- | -- | -- | -- | -- | -- | -- | -- | -- | -- | -- |
| Luogo     | C | T | C | T | C  | T  | C  | T  | C  | T  | C  | T  | C  | T  | C  | T  | C  | C  | T  | C  | T  | C  | T  | C  | T  | C  | T  | C  | T  | C  | T  | C  | T  | C  | T  | T  | C  | T  |
| Risultato | V | P | V | P | N  | P  | P  | P  | P  | P  | P  | P  | P  | P  | P  | P  | V  | V  | N  | V  | P  | P  | P  | N  | P  | P  | P  | N  | P  | P  | P  | N  | P  | P  | P  | P  | N  | P  |
| Posizione | 4 | 6 | 9 | 8 | 10 | 15 | 17 | 18 | 19 | 19 | 20 | 20 | 20 | 20 | 20 | 20 | 20 | 19 | 20 | 19 | 20 | 20 | 20 | 20 | 20 | 20 | 20 | 20 | 20 | 20 | 20 | 20 | 20 | 20 | 20 | 20 | 20 | 20 |

Fonte:  Classements, su lfp.fr, lfp.fr.
Legenda:

Luogo: C = Casa; T = Trasferta. Risultato: V = Vittoria; N = Pareggio; P = Sconfitta.

### Statistiche dei giocatori
| Giocatore        | Division 1 | Division 1 | Division 1  | Division 1 | Coppa di Francia | Coppa di Francia | Coppa di Francia | Coppa di Francia | Totale   | Totale | Totale      | Totale     |
| Giocatore        | Presenze   | Reti       | Ammonizioni | Espulsioni | Presenze         | Reti             | Ammonizioni      | Espulsioni       | Presenze | Reti   | Ammonizioni | Espulsioni |
| ---------------- | ---------- | ---------- | ----------- | ---------- | ---------------- | ---------------- | ---------------- | ---------------- | -------- | ------ | ----------- | ---------- |
| S. Amouret       | 29         | 0          | 1           | 0          | 0                | 0                | 0                | 0                | 29       | 0      | 1           | 0          |
| B. Bansaye       | 13         | 1          | 0           | 0          | 0                | 0                | 0                | 0                | 13       | 1      | 0           | 0          |
| D. Barberat      | 4          | 0          | 0           | 0          | 1                | 0                | 0                | 0                | 5        | 0      | 0           | 0          |
| A. Bianchi       | 30         | 6          | 0           | 0          | 0                | 0                | 0                | 0                | 30       | 6      | 0           | 0          |
| A. Bienaimé      | 0          | 0          | 0           | 0          | 1                | 0                | 0                | 0                | 1        | 0      | 0           | 0          |
| G. Bocq          | 12         | 0          | 0           | 0          | 0                | 0                | 0                | 0                | 12       | 0      | 0           | 0          |
| A. Bourebbou     | 35         | 4          | 0           | 0          | 1                | 0                | 0                | 0                | 36       | 4      | 0           | 0          |
| G. Carrié        | 28         | 4          | 1           | 0          | 1                | 0                | 0                | 0                | 29       | 4      | 1           | 0          |
| J.F. Douis       | 33         | 1          | 2           | 0          | 1                | 0                | 0                | 0                | 34       | 1      | 2           | 0          |
| J. Dubois        | 27         | 0          | 1           | 0          | 1                | 0                | 0                | 0                | 28       | 0      | 1           | 0          |
| P. Dutot         | 6          | 0          | 0           | 0          | 0                | 0                | 0                | 0                | 6        | 0      | 0           | 0          |
| G. Gili          | 38         | -91        | 0           | 0          | 1                | -2               | 0                | 0                | 39       | -93    | 0           | 0          |
| D. Gilles        | 26         | 0          | 0           | 0          | 1                | 0                | 0                | 0                | 27       | 0      | 0           | 0          |
| D. Horlaville    | 24         | 6          | 0           | 0          | 1                | 0                | 0                | 0                | 25       | 6      | 0           | 0          |
| J.P. Kern        | 7          | 2          | 0           | 0          | 0                | 0                | 0                | 0                | 7        | 2      | 0           | 0          |
| P. Krivokuća     | 27         | 1          | 0           | 0          | 1                | 0                | 0                | 0                | 28       | 1      | 0           | 0          |
| A. Lemaître      | 2          | 0          | 0           | 0          | 0                | 0                | 0                | 0                | 2        | 0      | 0           | 0          |
| D. Notheaux      | 25         | 2          | 0           | 0          | 0                | 0                | 0                | 0                | 25       | 2      | 0           | 0          |
| I. Peña          | 31         | 9          | 2           | 0          | 1                | 1                | 0                | 0                | 32       | 10     | 2           | 0          |
| A. Poli          | 17         | 0          | 0           | 0          | 1                | 0                | 0                | 0                | 18       | 0      | 0           | 0          |
| L. Quesney       | 12         | 0          | 0           | 0          | 1                | 0                | 0                | 0                | 13       | 0      | 0           | 0          |
| P. Terrier       | 8          | 0          | 0           | 0          | 0                | 0                | 0                | 0                | 8        | 0      | 0           | 0          |
| J. Trezeguet     | 7          | 0          | 0           | 0          | 0                | 0                | 0                | 0                | 7        | 0      | 0           | 0          |
| Y. Triantafyllos | 10         | 1          | 1           | 0          | 0                | 0                | 0                | 0                | 10       | 1      | 1           | 0          |
| P. Vanzo         | 6          | 1          | 0           | 0          | 0                | 0                | 0                | 0                | 6        | 1      | 0           | 0          |
| L. Vitulin       | 11         | 0          | 0           | 0          | 0                | 0                | 0                | 0                | 11       | 0      | 0           | 0          |